# Heilig Hartbeeld (Wessem)
Het Heilig Hartbeeld is een standbeeld in de Nederlandse plaats Wessem, in de provincie Limburg. 
Schuin tegenover het beeld staat een Sint-Barbarabeeld.

## Achtergrond
Pastoor C.H.J. Steinhart (1892-1957) vierde in 1943 zijn zilveren priesterjubileum. Hij kreeg als geschenk van de parochianen een Heilig Hartbeeld aangeboden, dat werd gemaakt door beeldhouwer Victor Sprenkels. Het beeld is geplaatst in een plantsoen tegenover de Sint-Medarduskerk.

## Beschrijving
Het natuurstenen beeld toont een staande Christusfiguur, gekleed in gedrapeerd gewaad. Hij houdt zijn beide armen wijd gespreid en toont in zijn handen de stigmata. Op zijn borst is het Heilig Hart zichtbaar. Het beeld staat op een van keien gemetselde sokkel.